# Tokyo Jihen
Tokyo Jihen ou Tokyo Incidents (東京事変, Tōkyō Jihen) é um banda japonesa criada pela cantautora Ringo Shiina (椎名 林檎, Shiina Ringo).

## História
No ano de 2003, Ringo Shiina formou banda musical apoiar seu concerto.
Em 31 de maio de 2004, Tokyo Jihen declararam que trabalhariam como uma banda permanente.
Tokyo Jihen vendeu um álbum e dois singles, e foram a uma concert tour.
Em 1 de julho de 2005, foi anunciado que HZM e Mikio Hirama deixariam Tokyo Jihen.
O teclista, H ZETT M retornou a seu grupo; PE'Z, e o guitarrista, Hirama iniciou sua carreira solo.
Entretanto, os membros novos participaram em Jihen imediatamente para produzir o segundo álbum. O novo guitarrista é Ukigumo, e o novo teclista é Ichiyo Izawa.

## Integrantes

### Atuais
- Shiina Ringo - vocal, guitarra elétrica, guitarra acústica, piano, teclado, escaleta, kazoo
  - Shiina é uma cantautora japonêsa famosa. É o fundadora e a líder do Tokyo Jihen. Escreve quase todas as canções de Tokyo Jihen.
- Seiji Kameda - baixo, contrabaixo, contrabaixo elétrico
  - Kameda é um produtor musical japonês famoso. Mas, concentra-se em jogar a baixa em Tokyo Jihen. Produziu muitos músicos, tais como Ayaka Iida, Angela Aki, Mikuni Shimokawa, Spitz, Tetsu, Do As Infinity, Ayaka Hirahara, Plastic Tree, Flow, Λucifer.
- Toshiki Hata - Bateria, percussão
  - Hata é um sideman popular. Participa na gravação de muitos músicos, tais como Mika Nakashima, Dreams Come True, Fujifabric.
- Ukigumo - guitarra elétrica, guitarra acústica, vocal de apoio, e rap (desde 2005)
  - Ukigumo tem sua própria banda; "Petrolz."
- Ichiyo Izawa - piano, teclado, guitarra elétrica, vocal de apoio (desde 2005)
  - Izawa tem sua própria banda; "Appa." Ele também é recentemente um membro da banda; "the HIATUS."

### Antigos
- Mikio Hirama - guitarra, vocal de apoio (2003–2005)
  - Hirama é um solist agora.
- HZM (Masayuki Hiizumi) - piano, teclado, vocal de apoio (2003–2005)
  - HZM é um membro do "PE'Z" agora.

## Discografia

### Álbuns de estúdio
| Ano  | Detalhes | Posições | Vendas  |
| ---- | --- | -------- | ------- |
| 2004 | Kyōiku (教育, Education) - Lançamento: 25 de novembro de 2004 - Gravadora: Toshiba-EMI/Virgin Music - Formatos: CD             | 2        | 390,665 |
| 2006 | Otona (大人, Adult) - Lançamento: 25 de janeiro de 2006 - Gravadora: Toshiba-EMI/Virgin Music - Formatos: CD                   | 1        | 293,604 |
| 2007 | Goraku (娯楽, Variety) - Lançamento: 26 de setembro de 2007 - Gravadora: EMI Music Japan/Virgin Music - Formatos: CD           | 2        | 175,418 |
| 2010 | Sports (スポーツ) - Lançamento: 24 de fevereiro de 2010 - Gravadora: EMI Music Japan/Virgin Music - Formatos: CD               | 1        | 176,780 |
| 2011 | Daihakken (大発見, Great Discovery) - Lançamento: 29 de junho de 2011 - Gravadora: EMI Music Japan/Virgin Music - Formatos: CD | 1        | 131,423 |

### Singles
| Data de lançamento    | Título                                                                     | Posições | Vendas  | Álbum     |
| --------------------- | -------------------------------------------------------------------------- | -------- | ------- | --------- |
| 8 de setembro de 2004 | Gunjō Biyori (群青日和)                                                    | 2        | 203,432 | Kyōiku    |
| 20 de outubro de 2004 | Sōnan (遭難)                                                               | 2        | 123,344 | Kyōiku    |
| 2 de novembro de 2005 | Shuraba (修羅場)                                                           | 5        | 110,485 | Adult     |
| 11 de julho de 2007   | O.S.C.A.                                                                   | 2        | 57,975  | Variety   |
| 22 de agosto de 2007  | Killer-tune (キラーチューン)                                               | 5        | 50,988  | Variety   |
| 2 de dezembro de 2009 | Nōdōteki sanpunkan (能動的三分間)                                          | 1        | 69,292  | Sports    |
| 11 de maio de 2011    | Sora ga natteiru/Onna no ko wa dare de mo (空が鳴っている／女の子は誰でも) | 6        | 54,116  | Daihakken |

### DVD Singles
| Data de lançamento     | Título                 | Posições | Vendas | Álbum     |
| ---------------------- | ---------------------- | -------- | ------ | --------- |
| 21 de novembro de 2007 | Senkō shōjo (閃光少女) |          |        | Daihakken |

### Vídeos
Música DVDs
1. Tokyo Incidents vol 1 (8 dezembro, 2004)
2. Adult Video (23 março, 2006)
3. Senkou Shoujo (21 novembro, 2007)
4. CS Channel (21 setembro, 2011)

Concertos
1. Dynamite In (13 julho, 2005)
2. Dynamite Out (17 agosto, 2005)
3. Just Can't help it (6 setembro, 2006)
4. Spa & Treatment (26 março, 2010/25 agosto, 2010)
5. Ultra-C (25 de agosto de 2010)

### Download digital
1. Himitsu for DJ (23 março, 2006)
2. Koi wa Maboroshi for musician (23 março, 2006)
3. Tasogarenaki for mother (23 março, 2006)
4. Shoujo Robot (30 agosto, 2006)
5. Senkou Shoujo (21 novembro, 2007)
6. Tengoku e Yōkoso (21 julho, 2010)
7. Dopamint! (28 julho, 2010)
8. Hansamu sugite (31 agosto, 2011)
9. Tengoku e Yōkoso (Tokyo Bay Ver.) (21 setembro, 2011)

### Disco de vinil
1. Gunjou Biyori/Sounan (25 novembro, 2004)
2. Adult Video - Original Soundtrack (23 março, 2006)
3. Variety - Zoukangou (23 março, 2006)